# Honda NX 650 Dominator
Die Honda NX 650 Dominator ist ein geländegängiges Motorrad des japanischen Fahrzeugherstellers Honda. Die Enduro wurde von 1988 bis 2000 unter den Werkscodes RD 02 und RD 08 gebaut. Die englische Verkaufsbezeichnung Dominator [dɒmɪneɪtəʳ] bedeutet Beherrscher.

## Technik

### Antrieb
Der Antrieb erfolgt durch einen luftgekühlten Einzylindermotor mit 644 cm³ Hubraum. Der Viertaktmotor erzeugt eine Nennleistung von 32 kW (44 PS) und ein maximales Drehmoment von 53 Nm. Der Zylinder hat eine Bohrung von 100 mm Durchmesser, der Kolben einen Hub von 82 mm bei einem Verdichtungsverhältnis von 8,31:1. Die vier radial angeordneten Ventile des Zylinders werden von einer obenliegenden kettengetriebenen Nockenwelle angesteuert. Die Zündung erfolgt durch eine Kondensatorentladungszündung (CDI). Ein elektrischer Anlasser startet den Motor. Die Baujahre 1988 und 1989 haben zusätzlich einen Kickstarter.
Das Motorrad beschleunigt von 0 auf 100 km/h in 6,5 s und erreicht eine Höchstgeschwindigkeit von 153 km/h.

### Fahrwerk und Antriebsstrang
Das Motorrad hat einen geschlossenen Einschleifenrahmen mit doppelten Unterzügen aus Stahl, hinten eine Zweiarmschwinge aus Stahl mit Showa-Federbein und vorne eine Showa-Teleskopgabel mit 220 mm Hub. Die Kraftübertragung erfolgt durch ein Fünfganggetriebe, die Krafttrennung durch eine Mehrscheiben-Ölbadkupplung und der Sekundärantrieb über eine O-Ring-Kette. Am Vorderrad verzögert eine hydraulisch betätigte Scheibenbremse von Nissin mit Doppelkolben-Schwimmsattel und hinten eine hydraulisch betätigte Scheibenbremse mit Ein-Kolben-Schwimmsattel oder eine Trommelbremse bei den ersten Baujahren.

### Kraftstoffversorgung
Der Kraftstofftank hat ein Volumen von 13 Liter (bis 1992) bzw. 16 Liter (ab 1992), davon sind 2,5 Liter Reserve. Der durchschnittliche Kraftstoffverbrauch beträgt 5,5 l auf 100 km bei einer Geschwindigkeit von 120 km/h. Der Hersteller empfiehlt die Verwendung von bleifreiem Motorenbenzin mit einer Klopffestigkeit von mindestens 91 Oktan.

### Abgassystem
Die Abgaskrümmer bestehen bei den ersten und den späteren Baujahren aus Edelstahl. Zwei Abgaskrümmer münden in jeweils ein Endrohr der Auspuffanlage. Ab dem Jahr 1991 wurde aufgrund strengerer Abgasvorschriften ein Sekundärluftsystem (SLS) verbaut, das die Leistung von 45 auf 44 PS reduziert.

### Abmessungen und Gewichte
Das Trockengewicht beträgt 152 kg und die maximale Zuladung 177 kg. Die Enduro hat eine Bodenfreiheit von 255 mm. Die Reifendimensionen sind 90/90-21 54 S vorne und 120/90-17 64 S hinten.

## Varianten
Neben der NX 650 gab es auch die Varianten NX 125, NX 250 und NX 500. Alle Varianten verfügten über einen Viertaktmotor mit einem Zylinder und vier Ventilen, einem elektrischen Anlasser und anfangs auch einem Kickstarter. Die 500 cm³-Version unterscheidet sich nur im geringeren Hubraum von der 650 cm³-Version. Die 250-cm³-Ausführung ist dagegen ein eigenständiges Modell, da deren Motor im Gegensatz zu den beiden luftgekühlten größeren Motoren wassergekühlt ist. Auch Verkleidung, Rahmen und Design der 250er unterscheiden sich von den 500- und 650-cm³-Versionen deutlich. Die Honda NX 125, teilweise auch mit dem Beinamen Transcity, sieht man in Deutschland nur selten, da sie nur als Import aus Frankreich, Italien oder Brasilien zu bekommen ist.
Im Verlauf der Produktion wurde das Motorrad von Honda immer wieder leicht modifiziert. Im Jahr 1996 wurde die Endmontage des Motorrads vom japanischen Hamamatsu in das italienische Atessa verlegt. Infolgedessen wurde der Kaufpreis für die Honda mit dem neuen Werkscode RD08 reduziert, jedoch sollen ebenso Qualitätseinbußen einhergegangen sein.
Nachfolger der NX 650 war die Honda SLR 650, mit dem gleichen 650 cm³-Einzylinder-Motor. Jedoch sind die SLR 650 und deren Nachfolger, die Honda Vigor, mehr als Funbike für den reinen Straßeneinsatz denn als Enduro konzipiert.
Konkurrenzmodelle mit vergleichbarer Fahrwerksgeometrie waren die Yamaha XT 600 und die Suzuki DR 650 und deren Nachfolger XF 650.

## Technische Daten

### Honda NX500 Dominator ab 1988
Motor:
- Einzylinder 4-Takt Ottomotor, fahrtwindgekühlt, OHC, 4 Ventile in Radialanordnung
- Bohrung 92 mm
- Hub 75 mm
- Hubraum 498 cm³
- Verdichtungsverhältnis 8,91:1

Vergaser:
- Gleichdruck-Einzelvergaser von KEIHIN

Reifen und Bremsen:
- Vorn 90/90-21 54 S, hinten 120/90-17 64 S
- Hydraulische Einscheibenbremse, vorne links, hinten rechts

Tank:
- Kraftstofftank 13 l (bis 1992) bzw. 16 l (ab 1992)
- Reserve 2,5 Liter

## Kritiken
„Unglaublich, wie gut sich die Enduro als Tourer benimmt: Die Vibrationen des Einzylinders sind erträglich, und die Halbschalenverkleidung bietet ausreichend Windschutz für schnelle Autobahnetappen.“

„Doch der elastische, durchzugsstarke Motor macht in Verbindung mit dem ungemein leicht zu manövrierenden Fahrwerk sowohl auf der Straße als auch im mittelschweren Gelände eine hervorragende Figur. Eine effektive Bremsanlage und gut abgestimmte Federelemente komplettieren den grundsoliden Eindruck.“

„Die Ausgewogenheit des Alleskönners – wobei die Betonung darauf liegt, daß er außer schweren Geländepassagen wirklich alles überdurchschnittlich gut kann – verführt Vielfahrer auf der Anreise zu ihren Urlaubsgebieten natürlich auch dazu, viele Kilometer auf der Autobahn herunterzuspulen. Obwohl das nicht die Domäne von Einzylindermotoren ist, verkraftet das NX-Triebwerk auch die Parforce-Jagden klaglos.“